# Lycée Saint-Louis
O Lycée Saint-Louis é uma escola pós-secundária altamente seletiva localizada no 6º arrondissement de Paris, no Quartier Latin. É o único liceu francês público dedicado exclusivamente ao ensino de classes préparatoires aux grandes écoles (CPGE; aulas preparatórias para Grandes Écoles como École Polytechnique, CentraleSupélec em engenharia e ESSEC Business School, ESCP Business School e HEC Paris em comércio). É conhecida pela qualidade de seu ensino, baixa taxa de aceitação e pelos resultados que alcança em seus vestibulares intensamente competitivos.

## Alunos famosos
- Serge Dassault, um empresário francês e político conservador
- Gabriel Koenigs, um matemático francês
- Jean-Luc Lagardère, um empresário francês
- Édouard Lucas, um matemático francês
- Alain Poher, um político centrista francês
- Yves Tanguy, um pintor surrealista francês
- Joris-Karl Huysmans, um escritor e crítico de arte francês

## Ligação externa
- Página oficial